# آرون تمکین بک
آرون تمکین بک (به انگلیسی: Aaron Temkin Beck) (زاده ۱۸ ژوئیه ۱۹۲۱ – درگذشته ۱ نوامبر ۲۰۲۱) روانپزشک آمریکایی و پروفسور بازنشسته گروه روانپزشکی در دانشگاه پنسیلوانیا بود. وی را پدر شناخت‌درمانی و رفتاردرمانی شناختی می‌دانند. تئوری وی به‌طور گسترده برای درمان بیماری اختلال افسردگی اساسی به انگلیسی (major depression disorder) به کار برده می‌شود. بک، هم‎چنین یک تست روان‌شناسی را طراحی کرده‎ است که در آن فرد آزمایش شونده، پرسشنامه‎‌ای را پر کرده و نتیجه آن را (Self-report inventory) می‎تواند بدون نیاز به کمک پرسشگر مورد بررسی قرار دهد. آزمون تصور از خود بک (BSCT) پرسشنامه افسردگی بک (BDI) و پرسشنامه اضطراب بک (BAI) از جمله پرسشنامه‌هایی است که اعتبار و روایی بالایی دارند.
آرون بک در پراویدنس، رود آیلند، ایالات متحده آمریکا زاده شد. او فرزند آخر خانواده بود. دختر وی جودیث اس. بک نیز یک پژوهشگر در رشته شناخت درمانی است.